# Pödelist
Pödelist is een plaats en voormalige gemeente in de Duitse deelstaat Saksen-Anhalt, en maakt deel uit van de Landkreis Burgenlandkreis. Tot 1 januari 2009 was Pödelist een zelfstandige gemeente.